# Theo James
Theodore Peter James Kinnaird Taptiklis (High Wycombe, 1984. december 16. –) angol színész, filmproducer és modell.
Leginkább a Beavatott sorozat film-trilógiájából ismert, mint Tobias "Négyes" Eaton. Ő játszotta Walter William Clark, Jr. nyomozót a Golden Boy (2013) krimi-dráma sorozatban, valamint David-et az Underworld: Az ébredés (2012), illetve az Underworld – Vérözön (2016) című filmekben. Will Younger szerepét játszotta a netflixes How It Ends (2018) filmben.
2015-ben ő lett a Hugo Boss parfüm márka nagykövete, nyomtatott hirdetésekben és reklámokban egyaránt megjelent.
James egy Untapped című film és TV-produkciót üzemeltető társaságot működtet Andrew D. Corkin-nal együtt, aki a Uncorked Productions-nél dolgozik.

## Fiatalkora
James 1984. december 16-án született High Wycombe-ban (Anglia). Apja Philip Taptiklis  üzleti tanácsadó, anyja Jane, aki a Nemzeti Egészségügyi Szolgálatnál dolgozott. Apai nagyapja görög származású (aki Peloponnészoszból Új-Zélandra költözött). Másik származása az angol és a skót. James az öt gyermek közül a legfiatalabb, két bátyja és két nővére van.
Jamest Askettben, Buckinghamshire-ben (Anglia) nevelték fel. Az Aylesbury középiskolában tanult, és tovább folytatta a Nottingham Egyetemen, ahol megszerezte filozófiai diplomáját. A Bristol Old Vic Színháziskolában tanított.

## Magánélete
2009-ben kezdett udvarolni Ruth Kearney ír származású színésznőnek. A Bristol Old Vic színházi iskolában találkoztak. 2018. augusztus 25-én házasodtak össze az islingtoni városházában.
2016 júniusában Görögországba utazott az UNHCR-el, ahol szír menekültekkel találkozott és sokat tanult az ottani helyzetről.

## Filmográfia

### Film
| Év   | Magyar cím                     | Eredeti cím                        | Szerep                | Magyar hang   |
| ---- | ------------------------------ | ---------------------------------- | --------------------- | ------------- |
| 2010 | Férfit látok álmaidban         | You Will Meet a Tall Dark Stranger | Ray                   | Magyar Bálint |
| 2011 | Kamaszok kalamajkái Krétán     | The Inbetweeners Movie             | James                 |               |
| 2012 | Underworld: Az ébredés         | Underworld: Awakening              | David                 | Hujber Ferenc |
| 2014 | A beavatott                    | Divergent                          | Tobias "Négyes" Eaton | Varga Gábor   |
| 2015 | A beavatott-sorozat: A lázadó  | The Divergent Series: Insurgent    | Tobias "Négyes" Eaton | Varga Gábor   |
| 2015 | A jótevő                       | The Benefactor                     | Luke                  | Varga Gábor   |
| 2016 |                                | War on Everyone                    | Lord James Mangan     |               |
| 2016 | A beavatott-sorozat: A hűséges | The Divergent Series: Allegiant    | Tobias "Négyes" Eaton | Varga Gábor   |
| 2016 | Underworld – Vérözön           | Underworld: Blood Wars             | David                 | Hujber Ferenc |
| 2016 | Egy eltitkolt élet             | The Secret Scripture               | Gaunt atya            | Tóth Roland   |
| 2018 |                                | Backstabbing for Beginners         | Michael               |               |
| 2018 | Zoe                            | Zoe                                | Ash                   | Horváth Illés |
| 2018 | Mindennek vége                 | How It Ends                        | Will Younger          |               |
| 2018 | Londoni pálya                  | London Fields                      | Guy Clinch            | Fehér Tibor   |
| 2019 | Hazugok és tolvajok            | Lying and Stealing                 | Ivan Warding          | Fehér Tibor   |
| 2020 | Teremtőm                       | Archive                            | George Almore         | Varga Gábor   |
| 2021 | Vaják: A Farkas rémálma        | The Witcher: Nightmare of the Wolf | Vesemir (hangja)      | Varga Gábor   |
| 2022 | Mr. Malcolm lajstroma          | Mr. Malcolm's List                 | Henry Ossory százados | Ágoston Péter |
| 2022 | Pár-baj                        | Dual                               | Robert Michaels       |               |
| 2025 | A majom                        | The Monkey                         | Hal és Bill Shelburn  | Szatory Dávid |

### Televízió
| Év        | Magyar cím                            | Eredeti cím                         | Szerep                               | Megjegyzések                                          |
| --------- | ------------------------------------- | ----------------------------------- | ------------------------------------ | ----------------------------------------------------- |
| 2010      |                                       | A Passionate Woman                  | Craze                                | minisorozat (2 epizód)                                |
| 2010      | Downton Abbey                         | Downton Abbey                       | Kemal Pamuk                          | 1 epizód                                              |
| 2011      |                                       | Bedlam                              | Jed Harper                           | 6 epizód                                              |
| 2012      |                                       | Case Sensitive                      | Aidan Harper                         | 2 epizód                                              |
| 2012      | Hely a tetőn                          | Room at the Top                     | Jack Wales                           | minisorozat (2 epizód)                                |
| 2013      |                                       | Golden Boy                          | Walter Clark nyomozó                 | főszereplő (13 epizód)                                |
| 2018–2021 | Castlevania – Démonkastély            | Castlevania                         | Hector (hangja)                      | főszereplő (2-4. évad)                                |
| 2019      | Sanditon                              | Sanditon                            | Sidney Parker                        | - főszereplő (1. évad) - vezető producer              |
| 2019      | A Sötét Kristály – Az ellenállás kora | The Dark Crystal: Age of Resistance | Rek'yr (hangja)                      | 2 epizód                                              |
| 2019      | Vaják                                 | The Witcher                         | Vesemir fiatalon (hangja)            | 1 epizód                                              |
| 2022      | Az időutazó felesége                  | The Time Traveler's Wife            | Henry DeTamble                       | - főszereplő - magyar hangja: - Varga Gábor           |
| 2022      | A Fehér Lótusz                        | The White Lotus                     | Cameron Sullivan                     | - főszereplő (2. évad) - magyar hangja: - Varga Gábor |
| 2024      | Úriemberek                            | The Gentlemen                       | Eddie Horniman                       | - főszereplő - magyar hangja: - Szatory Dávid         |
| 2024      | X-Men ’97                             | X-Men '97                           | Sebastion Gilberti / Bástya (hangja) | - 4 epizód - magyar hangja: - Pataki Ferenc           |

## Színházi szerepek
| Év   | Cím                | Szerep | Megjegyzések      |
| ---- | ------------------ | ------ | ----------------- |
| 2017 | Sex with Strangers | Ethan  | Hampstead Theatre |
| 2020 | City of Angels     | Stone  | Garrick Theatre   |